# Stipa bromoides
Stipa bromoides  es una especie de planta fanerógama perteneciente a la familia de las poáceas. Es originaria de Turquía.

## Descripción
Es una planta perenne, cortamente rizomatosa. Los tallos de 60-120 cm de altura. Hojas  dispuestas a lo largo del tallo; las inferiores con vaina glabra; las superiores con vaina ciliada en las proximidades de la lígula. La inflorescencia en panícula muy alargada,  con ramas erectas.  Tiene un número de cromosomas de 2n = 28. Florece y fructifica de junio a agosto.

## Taxonomía
Stipa bromoides fue descrita por (L.) Dörfl. y publicado en Herbarium Normale Cent. 34: 129, no. 3386. 1897.
Etimología
Stipa: nombre genérico que deriva del griego stupe (estopa, estopa) o stuppeion (fibra), aludiendo a las aristas plumosas de las especies euroasiáticas, o (más probablemente) a la fibra obtenida de pastos de esparto.
bromoides: epíteto latino compuesto que significa "similar a Bromus"
Sinonimia
- Achnatherum bromoides (L.) P.Beauv.
- Achnatherum fallacinum H.Scholz & Raus
- Agrostis bromoides L.	basónimo
- Agrostis stipata Koeler
- Andropogon hermaphroditum Pourr.
- Aristella bromoides (L.) Bertol.
- Calamagrostis bromoides Nutt.
- Calamagrostis gracilis Seenus
- Lasiagrostis bromoides (L.) Nevski & Roshev.
- Stipa aristella L.[4][5]